# アブロ・カナダ CF-105
CF-105 アロー
地上展示されたCF-105のレプリカ
- 用途：要撃戦闘機
- 製造者：アブロ・カナダ
- 運用者：カナダ空軍（試作機のみ）
- 初飛行：1958年3月25日
- 生産数：5機
- 退役：1959年2月20日
- 運用状況：採用中止
- ユニットコスト：34億円

アブロ・カナダ CF-105 アロー (Avro Canada CF-105 Arrow) は、1950年代にアブロ・カナダ社がオンタリオ州のマルトン（現：ミシサガ市）でカナダ空軍向けに開発を行っていた全天候要撃機（迎撃戦闘機）。初めてフライ・バイ・ワイヤを使用して飛行を行った航空機でもある。アローが愛称。試作のみで採用はされなかった。

## 概要
冷戦期において、ソ連の超音速爆撃機を迎撃するために、従来のアブロ・カナダ CF-100 カナックの後継機として開発が行われた。エンジンの開発し直しや電子機器の開発遅延によって計画は大幅に遅れ、1958年3月に初飛行した。F-99 ボマークなどの地対空ミサイルの発達により、迎撃戦闘機の必要性を疑問視する声が生じ、本家アブロのあるイギリスでもその必要性が問われていた。開発費の高騰もあって（1機あたりの価格は当時の日本円に換算して34億円以上だった）、政権交代により1959年2月に計画は中止され、5機の試作機は廃棄された。
大型のデルタ翼の戦闘機で、開発当時は世界最強の戦闘機とも評された。当時最新鋭機であったアメリカのF-106 デルタダートをしのぐマッハ2.3以上の速度が大きな注目を集めていた。プラット・アンド・ホイットニー J75エンジンは当時の西側の航空機用ジェットエンジンとしては最大級の出力を誇り、戦闘機でそれを2発装備した例は開発国のアメリカですら無かった。合計出力は後のF-15戦闘機すらしのぐものであり、機体全長は24m、重量は31tを超える大型機であった。
本命の国産のオレンダ PS.13 イロクォイエンジンの推力はJ75の８割増しであったが、実際に装備されることはなかった。
ただ、最初の段階では降着装置に問題が生じている。
基本的なフライ・バイ・ワイヤ飛行制御システムを使用して設計および飛行を初めて行ったが、さまざまな飛行制御を行う結果、パイロットのコントロール感が失われた。コントロールスティックの入力が油圧システムに機械的に接続されていなかったため、パイロットが通常感じる飛行制御面からの背圧の変化をスティックに戻すことができなくなった。そのため感覚を再現するために、同じ電子制御ボックスが油圧背圧の変動に迅速に反応し、スティック内のアクチュエーターをトリガーして、スティックをわずかに動かすようにした。「人工感」と呼ばれるこのシステムも最初のものであった。

## スペック

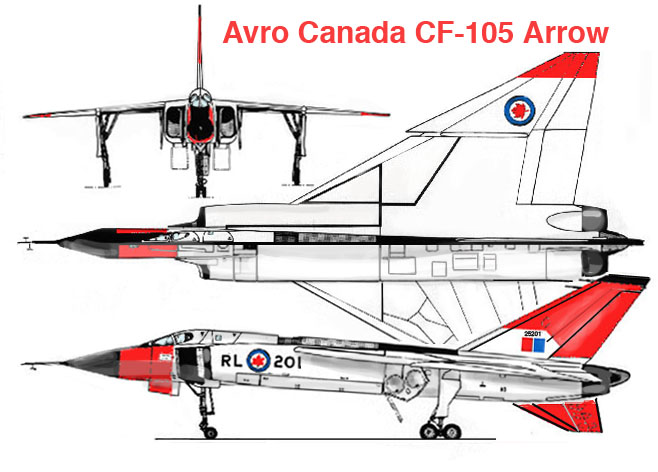
CF-105

### 諸元
- 乗員：2名
- 全長：24.64 m
- 全幅：15.242 m
- 全高：6.47 m
- エンジン：P&W J75 ターボジェット ×2基
- 推力：12,500 lbf (55.6 kN) ×2（ドライ出力）／23,500 lbf (104.53 kN) ×2（アフターバーナー使用時）
- 総重量：31,077 kg
- 最大離陸重量：31,077 kg

### 性能
- 最大速度：マッハ 2.3以上 (2,444 km/h)
- 戦闘行動半径：740 km

### 武装
- 空対空ミサイル
  - AIM-4 ファルコン × 8
  - AIM-7 スパロー II × 4

## 登場作品
テレビドラマ
『en:The_Arrow_(miniseries)』（1996年）
カナダ・アメリカ合作TVシリーズ。本機の開発話を元に製作。アローは全てスクラップとされ現存するものは1機も無いが、この作品では1機だけがスクラップを免れて保管された設定となっている。TVシリーズの総集編が後にメディア化。
ゲーム
『Project_Wingman』（2020年）
プレイヤーが操縦できる機体の一つとして登場。版権侵害を回避するため、名称は『CR.105』に変更されている。制作資金を集めるクラウドファンディングにおける高額バッカーのリクエストで追加された。
分類は「Intersepter（迎撃機）」。高速性能に優れる一方で機動性は低いという特性を有している他、現実と異なり左側エアインテーク側面に機関砲を装備している。